# Encyclopédie médicale

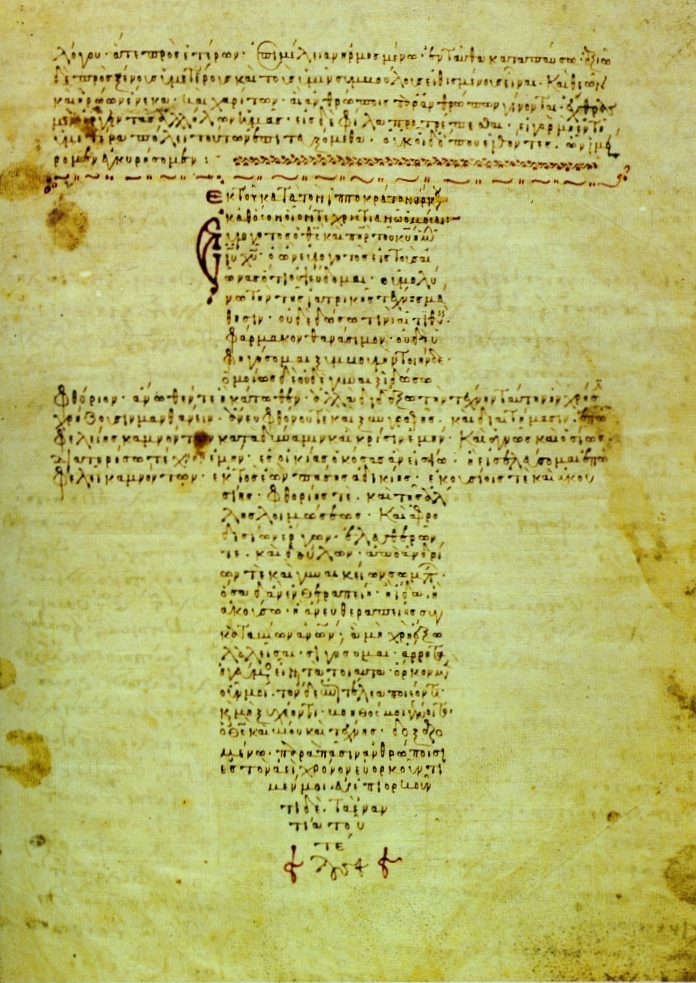
Le serment d'Hippocrate est un serment traditionnel prêté généralement par les médecins en Occident avant de commencer à exercer. Probablement rédigé au, il appartient aux textes de la Collection hippocratique, traditionnellement attribués au médecin grec Hippocrate.

Une encyclopédie médicale  est une encyclopédie contenant des milliers de définitions de termes médicaux pour mieux comprendre les maladies, les symptômes, les traitements en des termes simples. 